# 奥雷利尤斯·普克利斯
奥雷利尤斯·普克利斯（義大利語：Aurelijus Pukelis，1994年5月17日—），立陶宛男子篮球运动员，2019年三人篮球欧洲杯男子铜牌得主、2021年三人篮球欧洲杯男子银牌得主、2023年三人篮球欧洲杯男子银牌得主、2024年夏季奥林匹克运动会男子三人铜牌得主。